# Iranischer Kalender
Der iranische Kalender, auch persischer Kalender genannt oder Dschalāli-Kalender (benannt nach Dschalal ad-Dawlah Malik Schah, 1055–1092, der eine Vorgänger-Version einführte), wird in der heutigen Form seit dem 31. März 1925 auf Beschluss des iranischen Parlaments als amtlicher Kalender in Iran verwendet. In der Folge wurde er auch in Afghanistan eingeführt.
Heutiges Datum nach
 iranischem Kalender:
23. Mordad 1404
(= 14. August 2025)
[aktualisieren]
Da er auf dem Umlauf der Erde um die Sonne beruht, handelt es sich um einen Sonnenkalender. Jahresbeginn ist die Frühlingstagundnachtgleiche (Nouruz). Das Jahr ist ein Sonnenjahr mit einer festen Länge von 365 Tagen, in Schaltjahren 366 Tagen, und besteht aus 12 Monaten zu 31, 30 oder 28/29 Tagen. Gezählt werden die Jahre wie beim traditionellen islamischen Mondkalender seit der Hidschra. Dementsprechend wird die Zählung als hidschri schamsi ‚Sonnen-Hidschra‘ bezeichnet – im Unterschied zur Jahreszählung nach dem islamischen Mondkalender, hidschri qamari ‚Mond-Hidschra‘.
Der iranische Kalender ist eine Weiterentwicklung des im März 1079 von Dschalal ad-Dawlah Malik Schah eingeführten Nouruz-Nameh-Kalenders (Nouruz-Nameh ‚Buch über Neujahr‘) des Omar Chayyām, der seinerseits auf den zoroastrischen Kalender zurückgeht.

## Kalendersystem
Ein Jahr besteht aus 365, in Schaltjahren 366 Tagen. In einem Zyklus von 33 Jahren finden 8 Schaltjahre statt, normalerweise alle 4 Jahre, in regelmäßigen Abständen von 33 Jahren erst nach fünf Jahren wieder. Durch diese zum gregorianischen Kalender (Schaltjahr, wenn durch 4 teilbar, aber kein Schaltjahr, wenn auch durch 100 teilbar – jedoch dann Schaltjahr, wenn durch 400 teilbar) verschiedene Schaltjahrregelung verschiebt sich die Relation der beiden Kalender immer wieder um einen Tag hin oder her. So war der 1. Farwardin 1338 der letzte Jahresbeginn, der auf einen 22. März (1959) fiel. Seit 1960 beginnt das iranische Jahr regelmäßig am 21. März, seit 1996 (bis 2028) jedoch in gregorianischen Schaltjahren bereits am 20. März.
Die Zeitrechnung des iranischen Kalenders beginnt mit der Auswanderung (Flucht bzw. Hidschra) des Propheten Mohammed von Mekka nach Medina. Somit war vom 21. März 2007 bis 19. März 2008 laut persischem Kalender das Jahr 1386. Für Daten zwischen dem 1. Januar und dem 20. März müssen 622 Jahre, für Daten zwischen dem 21. März und dem 31. Dezember 621 Jahre von der westlichen Zeitrechnung abgezogen werden.
Nach einer Kalenderreform wurde der Kalender am 31. März 1925 (nach dem gregorianischen Kalender) unter Premierminister Reza Khan, dem späteren Reza Schah Pahlavi, in Persien eingeführt. Dieser Tag entspricht dem 11. Farwardin 1304 dieser nun mit dem Zusatz hidschri schamsi (هجری شمسی) versehenen Kalenderrechnung (hidschri ‚nach der Hidschra rechnend‘; schamsi ‚nach dem Sonnenjahr‘). 1957 wurde er auch in Afghanistan als offizielle Zeitrechnung eingeführt. Jedoch werden in Afghanistan als Monatsnamen die Namen der Tierkreiszeichen auf Persisch und Paschto verwendet. Eine weitere Kalenderreform in Iran (1976) setzte als Anfangspunkt der Zeitrechnung nicht die Hidschra, sondern die Krönung des persischen Königs Kyros 559 v. Chr. Diese Zeitrechnung wurde 1978 nach Protesten der schiitischen Geistlichkeit von Premierminister Dschafar Scharif-Emami wieder außer Kraft gesetzt.
Der erste Tag des Jahres im iranischen Kalender wird bestimmt durch den astronomischen Frühlingsbeginn, die Frühlingstagundnachtgleiche (siehe Nouruz). Diese liegt im gregorianischen Kalender zwischen dem 19. März und dem 21. März. Wenn der Zeitpunkt der Frühlingstagundnachtgleiche vor 12:00 Uhr Ortszeit Teheran (Hauptstadt Irans) ist, wird dieser Tag der erste Tag des neuen Jahres, ansonsten der nächste Tag. Ein Jahr im iranischen Kalender geht also immer von einer Frühlingstagundnachtgleiche bis zur nächsten. Das entspricht etwa dem tropischen Jahr.
Beim altiranischen und beim zoroastrischen Kalender bestand das Jahr wie beim ägyptischen Kalender aus zwölf einheitlich 30 Tage langen Monaten und fünf Zusatztagen. Später richtete sich im Dschalali-Kalender die Länge der Monate nach der Dauer, die die Sonne in dem entsprechenden Tierkreiszeichen steht. Dadurch schwankte die Länge eines Monats zwischen 29 und 32 Tagen. Beim neuen iranischen Kalender von 1925 ist die Länge der einzelnen Monate festgelegt und entspricht ungefähr der Verweildauer in den entsprechenden Tierkreiszeichen. Die sechs Monate im Sommerhalbjahr haben je 31 Tage (die Zeit vom Frühlings- zum Herbstäquinoktium beträgt 186 Tage und 10 Stunden), von den Monaten im Winterhalbjahr haben die ersten fünf je 30 Tage, der letzte 29 Tage, im Schaltjahr 30 Tage (das Winterhalbjahr dauert 178 Tage und 20 Stunden).

## Monatsnamen
Die anlässlich der Kalenderreform um 1925 in Iran eingeführten modernen Monatsnamen gehen über das Mittelpersische bis auf das Altpersische zurück und wurden aus dem Zoroastrischen Kalender übernommen. Davor entsprachen die Monatsnamen den Tierkreiszeichen, deren aus dem Arabischen stammende Namen weiterhin Bestandteil im persischen Sprachgebrauch sind. In Afghanistan hingegen wurden nach der entsprechenden Kalenderreform die Namen der Tierkreiszeichen nun als Monatsbezeichnungen mit ihren Entsprechungen in Paschto eingeführt.
| Zeitraum                      | Iranischer Monatsname (Persisch)    | Mittelpersisch (Pahlavi) | Avestisch       | Bedeutung                  | Entsprechendes Tierkreiszeichen | Afghanischer Monatsname (Persisch)           | Paschto           | Tage       | Bemerkungen        |
| ----------------------------- | ----------------------------------- | ------------------------ | --------------- | -------------------------- | ------------------------------- | -------------------------------------------- | ----------------- | ---------- | ------------------ |
| 21. März bis 20. April        | Farwardin فروردين [færværdin]       | Farwardīn                | Fravashinam     | treibende Kraft            | Widder                          | Ḥamal حمل (= ‚Lamm‘)                         | Wrai وری          | 31         | Frühlingsbeginn    |
| 21. April bis 21. Mai         | Ordibehescht ارديبهشت [ordiːbeheʃt] | Ardwahischt              | Asha Vahista    | Wahrheit und Reinheit      | Stier                           | S̱aur ثور (= ‚Bulle‘, ‚Stier‘)                | Ġwayai غوايي      | 31         |                    |
| 22. Mai bis 21. Juni          | Chordād [χordɑd]                    | Hordād                   | Haurvata        | Wohlbefinden               | Zwillinge                       | Ǧauzā جوزا (= ‚Paar‘)                        | Ġbargolai غبرګولی | 31         |                    |
| 22. Juni bis 22. Juli         | Tir تير [tiːr]                      | Tīr                      | Tishtria        | Regenengel                 | Krebs                           | Saraṭān سرطان (= ‚Krebs‘ [Tier])             | Čangaś چينګاښ     | 31         | Sommerbeginn       |
| 23. Juli bis 22. August       | Mordād مرداد [mordɑd] auch Amordād  | Amurdād                  | Ameretat        | Unsterblichkeit            | Löwe                            | Asad اسد (= ‚Löwe‘)                          | Zmarai زمری       | 31         |                    |
| 23. August bis 22. September  | Schahriwar شهريور [ʃæhriːvær]       | Schahrewar               | Kheschtravarija | Hoheit                     | Jungfrau                        | Sunbula سنبله (= ‚Ähre‘)                     | Waźai وږی         | 31         |                    |
| 23. September bis 22. Oktober | Mehr مهر [mehr]                     | Mihr                     | Mithra          | Sonne, Freundschaft, Liebe | Waage                           | Mīzān میزان (= ‚Waage‘, ‚Ausgewogenheit‘)    | Təla تله          | 30         | Herbstbeginn       |
| 23. Oktober bis 21. November  | Ābān آبان [ɑbɑn]                    | Ābān                     | Apam            | Beschützer des Wassers     | Skorpion                        | ʿAqrab عقرب (= ‚Skorpion‘ [Tier], ‚Stachel‘) | Laṛəm لړم         | 30         |                    |
| 22. November bis 21. Dezember | Āẕar آذر [ɑzær]                     | Ādur                     | Atar            | Feuer                      | Schütze                         | Qaus قوس (= ‚Bogen‘)                         | Lindəi ليندۍ      | 30         |                    |
| 22. Dezember bis 20. Januar   | Déi دی [dɛj]                        | Day                      | Dino            | Schöpfer                   | Steinbock                       | Ǧadī جدی (= ‚Zicklein‘, ‚Polarstern‘)        | Marġumai مرغومی   | 30         | Winterbeginn       |
| 21. Januar bis 19. Februar    | Bahman بهمن [bæhmæn]                | Wahman                   | Wahuman         | gute Gedanken              | Wassermann                      | Dalva دلوه (= ‚Eimer‘)                       | Salwāġa سلواغه    | 30         |                    |
| 20. Februar bis 20. März      | Esfand اسفند [ɛsfænd]               | Spandarmad               | Spendaramd      | Bescheidenheit             | Fische                          | Ḥūt حوت (= ‚Fisch‘, ‚Wal‘)                   | Kab کب            | 29 oder 30 | je nach Schaltjahr |

Am 24. Juli 2006 beantragte Kurosh Niknam, der Abgeordnete der Zoroastrier im iranischen Parlament, den Namen des fünften Monats offiziell von Mordad in Amordad zu ändern, da die gegenwärtige Bezeichnung des Monats nicht den historischen Wurzeln entspreche. Er begründete seinen Antrag damit, dass der ursprüngliche Name des Monats Amordad war, was so viel wie ‚unsterblich’ bedeute. Der gegenwärtige Name Mordad ist eine abgewandte Form des Namens Amordad und kommt im Persischen dem Verb mordan / مردن /‚sterben‘, was das genaue Gegenteil der ursprünglichen Bedeutung des Monats ist, sehr nahe.